# Tibiosioma flavolineata
Tibiosioma flavolineata är en skalbaggsart som beskrevs av Giorgi 2001. Tibiosioma flavolineata ingår i släktet Tibiosioma och familjen långhorningar. Inga underarter finns listade i Catalogue of Life.